# 幽☆遊☆白書FOREVER
『幽☆遊☆白書FOREVER』（ゆうゆうはくしょフォーエバー）は、バンプレストが2005年5月19日に発売したPlayStation 2用対戦型格闘ゲーム。CEROレーティング12歳以上対象。また、2006年7月9日より廉価版『幽☆遊☆白書FOREVER PlayStation 2 the Best』が発売された。

## 特徴
漫画『幽☆遊☆白書』の暗黒武術会編から魔界統一トーナメント編を原作としている。暗黒武術会編においては戦闘前に選択するキャラクター（幽助・桑原・蔵馬・飛影・幻海）によって戦闘前後の掛け合いが変化する他、一人のキャラクターに用意されている台詞掛け合いも各人各話毎に3種類ずつ用意されており、死々若丸が死出の羽衣を使わず、桑原に敗北したら戸愚呂兄が激怒した幽助にとどめを刺されるなど、非常に豊富なパターンのIF演出を楽しめるようになっている。ただし、魔界の扉編は唐突なストーリーとなっており、魔界統一トーナメント編はアニメ版をベースにした展開で進行するが、幽助で黄泉に勝利すると修羅と連戦する、トーナメント最後の敵として煙鬼と戦う（原作では幽助・蔵馬・飛影の全員が三回戦で敗退している）といったゲームオリジナルの展開も含まれている。表現技法が劇画シェードと幽遊シェードの2種類用意されている。プレイするたびにカメラアングルが変わるため、同じ内容で違う構図が楽しめる。『幽☆遊☆白書』のキャラクターたちを3Dで登場させたのは本作品が初である。
格闘ゲームであるが、複雑なコマンドを排除した「簡単操作」を売りにしている。なお、次作の『THE BATTLE OF 幽☆遊☆白書 〜死闘!暗黒武術会〜 120%フルパワー』では格闘ゲームの本質を取り戻している。
一部キャラクターによっては形態変化という変身システムがある。この中で戸愚呂弟も通常姿から100%へと形態変化していくが、この100%戸愚呂は実際とは異なっていてゲーム内に出てくるのは100%戸愚呂ではなく「100%中の100%戸愚呂」になっている。また死々若丸の魔哭鳴斬剣が最初から怨者開放状態となって柄の部分が開いている（柄が真ん中部分から二つに分かれて開き、そこから紫色の髑髏部分が顔を出して怨者開放状態になるが、本来は爆吐髑触葬や怨呼障縛壁などの技発動時にしか登場しない）。

## 登場キャラクター
- 浦飯幽助
- 桑原和真
- 蔵馬
- 飛影
- 幻海
- 酎
- 陣
- 死々若丸
- 鴉
- 武威

- 戸愚呂（兄）
- 戸愚呂（弟）
- 仙水忍
- 雷禅
- 軀
- 黄泉
- 時雨
- 修羅
- 煙鬼
- ジョルジュ早乙女

## ゲームオリジナル技
ここではアニメや原作では登場しておらず、このゲームだけで設定された技がキャラによりいくつかある。
蔵馬
薔薇を投げる飛び道具「薔薇矢射手（ローズアロー）」がゲームオリジナル名称技として登場。ただし薔薇を投げて武器にする攻撃は原作でも対鴉戦などで見られた（ただし、技名は無い）。
酎
「空酎コンボ」という技が超必殺霊妖撃に登場。酔拳の動きで相手に接近し、アッパーカットで上空に打ち上げた相手を空中で連続で殴り、止めはかかと落としで地面に叩き付ける。
武威
超必殺霊妖撃・一撃必殺ぶちぎれ奥義ともにゲームオリジナルの技となっている。
超必殺霊妖撃「高速連斧」は一対の戦斧を両手に持ち斧から連続で飛ばす衝撃波で相手を切り裂く技で、一撃必殺ぶちぎれ奥義「極大妖戦斧」は巨大化させた戦斧を相手目掛けて投げ飛ばす技である。なお、形態変化後はアニメ版で武威が使用した技が登場している。
戸愚呂（弟）
超必殺霊妖撃「嬲る」、一撃必殺ぶちぎれ奥義「威圧」がゲームオリジナル技として登場（形態変化前後で変化なし）。
「嬲る」は回り込みながら相手を連続で殴り空中からハンマーナックルで叩き落す技で、「威圧」は拳の振りで発せられた風圧で吹き飛ばした相手の背後に回り、突きを放った後そのままジャンプし空中から勢いをつけて相手を地面に叩きつける技である。
仙水忍
「裂蹴煉皇撃」が一撃必殺ぶちぎれ奥義で登場する。概要は裂蹴紫炎弾を浴びせた後に百列蹴を加えて百列蹴の最後に蹴り飛ばす。
雷禅
原作・アニメ共に具体的な戦闘描写がなかったため、全ての技がゲームオリジナルである。動物の名前をそのままつけたシンプルな技名となっている。
飛び道具の「鼬」、突進技の「狼」、カマイタチのような刃を連続で浴びせた後衝撃波でふっ飛ばす超必殺霊妖撃「虎」、および龍の如く光の軌道を描きながら相手に突撃する一撃必殺ぶちぎれ奥義「龍」を技に持つ。
煙鬼
原作・アニメ共に具体的な戦闘描写がなかったため、全ての技がゲームオリジナルである。
煙の煙幕を吐いてその中に紛れ、相手を殴る超必殺霊妖撃「孤立夢煙」、口から吐く煙で相手を上空に打ち上げ、煙玉の追撃から相手を空中で花火の爆発に巻き込む一撃必殺ぶちぎれ奥義「打上花火」などの技を持つ。
ジョルジュ早乙女
アニメ内での本来の立ち位置が非戦闘キャラだったため、全ての技がゲームオリジナルである。
主人公サイドの登場人物の技のパロディ技を放つ「かくし芸」、脱出ロケットが誤作動し空中に打ち上げられたコエンマが相手目掛けて墜落し巻き添えにする超必殺霊妖撃「脱出！」などの技を持つ。一撃必殺ぶちぎれ奥義「勝手に勝利宣言」はマイクを取り出しジョルジュの勝ちを一方的に宣告し、強制的に試合を終了させてしまうメタフィクション的な技となっている（アニメ版のナレーターを担当しているのが、ジョルジュの担当声優と同じ西村知道でアニメ最終回では彼がナレーションするシーンがあることが元ネタの技）。